# Radka Rosická
Radka Rosická, született: Radka Kocurová (Havířov, 1981. április 20. –) cseh műsorvezető, egykori modell, valamint a 2002-es Csehország Szépe verseny második udvarhölgye.

## Élete
Karvinából származik, itt járt általános iskolába. 1997 és 2001 között a karvinái kereskedelmi és banki akadémián tanult. Beszél angolul, és ért lengyelül is, mivel a családjának egy része Lengyelországban él. Édesanyja egy óvodában dolgozik.
2013-ig a TV Nova csatornánál dolgozott, ahol az időjárás-jelentést vezette, 2020 óta pedig a CNN Prima News cseh hírtelevízió sporthíreit vezeti.
2002 óta élettársa a cseh labdarúgó, Tomáš Rosický, akivel egy sportmárka fotózásán ismerkedtek meg. Felváltva élnek Prágában és Londonban.
2012-ben teherbe esett, és 2013. június 25-én fiuk, Tomáš megszületett a prágai Podolí szülészetén. 2014-ben feleségül ment Rosickýhoz.
2017-ben, 2018-ban, 2019-ben, 2023-ban, 2024-ben és 2025-ben ő jelentette be a cseh szakmai zsűri pontjait az Eurovíziós Dalfesztivál döntőjében.

## Modellkarrier
1998-ban részt vett a Miss Reneta versenyen, ahol ő lett az első udvarhölgy. 2002-ben indult a Csehország Szépe (Miss České republiky) versenyen, ahol második udvarhölgyként végzett. A versenyt követően elindult a 2002-es Miss Európa nemzetközi szépségversenyen is, azonban ott nem ért el helyezést. 2011-ben befejezte modellkarrierjét.

## Műsorai
- Az Eurovíziós Dalfesztivál csehországi pontbejelentője (2017, 2018, 2019, 2023, 2024, 2025)